# Schernau (Dettelbach)
Schernau ist ein Ortsteil der Stadt Dettelbach im bayerischen Landkreis Kitzingen in Unterfranken. Bis zum freiwilligen Zusammenschluss mit Dettelbach am 1. Januar 1976 war Schernau eine selbstständige Gemeinde. Bis heute ist der Ort von seiner Vergangenheit als Kondominium geprägt. Sowohl die Markgrafen von Brandenburg-Ansbach, als auch die Würzburger Fürstbischöfe übten lange Zeit Einfluss auf die Bewohner aus. Den Markgrafen ist es zu verdanken, dass Schernau im 16. Jahrhundert protestantisch wurde.
Letztes Zeugnis der Glaubenskonflikte, die erst im 17. Jahrhundert beigelegt werden konnten, ist die Andreaskirche, die von beiden Konfessionen genutzt wird (Simultaneum). Daneben hat sich im Schernauer Ortskern ein Adelssitz erhalten, der bis heute von der Familie Roman bewohnt wird. Mitglieder dieses Adelsgeschlechts erreichten Franken im 18. Jahrhundert als vertriebene Hugenotten aus Frankreich. In Schernau hat sich die älteste Dorflinde im Landkreis Kitzingen erhalten.

## Geografische Lage

### Geografie und naturräumliche Lage
Schernau liegt im Nordwesten des Dettelbacher Gemeindegebietes. Nördlich beginnt bereits der Landkreis Würzburg, die Gemarkung des Prosselsheimer Ortsteils Seligenstadt liegt Schernau am nächsten. Der Nordosten wird von zwei weiteren Dettelbacher Gemeindeteilen eingenommen: Von Norden nach Süden sind hier Neusetz und Schnepfenbach zu finden. Südwestlich erhebt sich Brück, mit dem Schernau über den Dorfbach verbunden ist. Im Süden beginnt die Gemarkung des Hauptortes Dettelbach. In unmittelbarer Nähe zum Dorf beginnt im Westen die bebaute Fläche von Euerfeld, das ebenfalls ein Dettelbacher Ortsteil ist.
Nächstgelegene größere Städte sind Volkach mit einer Distanz von etwa neun Kilometern und Kitzingen, welches ungefähr zehn Kilometer entfernt ist. Die nächste Großstadt ist das etwa 14 Kilometer entfernte Würzburg.
Naturräumlich liegt Schernau an der Grenze zweier Naturräume, die allerdings beide Teil der Gäuflächen im Maindreieck innerhalb der Mainfränkischen Platten sind und sich deshalb in ihrer Morphologie stark ähneln. Die südlichen Gemarkungsteile werden durch die Hochflächen im südlichen Maindreieck gebildet. Der Naturraum präsentiert sich als etwa 300 m hohe Gäuhochfläche mit steilem Abfall zum Maintal. Ähnlich wie in der weiter nördlich gelegenen Gäufläche im nördlichen Maindreieck präsentiert sich die Landschaft als vom Menschen genutzte Fläche. Die Bodenzusammensetzung ermöglichte die tiefe Einkerbung der kleinen Bachtäler, wobei diese im Norden seltener als im Süden sind.
Das Dorf liegt in der Maingauklimazone, die zu den trockensten und wärmsten Deutschlands zählt. Noch bis ins 19. Jahrhundert wurde um Schernau Weinbau betrieben. Heute spielt diese Sonderkultur allerdings keine Rolle mehr für die Wirtschaft des Ortes. Hier sind Muschelkalkböden mit einer Lettenkeuperschicht zu finden. Der Lettenkeuper nimmt nach Norden hin immer weiter ab. Hier nimmt dafür der Lehm- und Lößlehm immer dickere Schichten ein. Obwohl Schernau einige Kilometer vom Main entfernt liegt, prägt der Fluss das Dorf hydrologisch. Durch Schernau fließt der Schernauer Bach (auch Scherenbach, Schneiderbach) in Richtung des Mainzuflusses Dettelbach, im Süden des Ortes mündet ein unbenannter Bach im Schernauer Bach. Der Gereutgraben tangiert ganz im Norden die Gemarkung.

### Dorfgliederung
Schernau besitzt eine Gemarkungsfläche von 5,51 km², was es zu einer der größeren Flächeneinheiten innerhalb der Gemeinde Dettelbach macht. Im Zentrum der Gemarkung liegt das Haufendorf. Das Ortszentrum wird von einem Straßennetz in Hufeisenform gebildet, um das sich das frühneuzeitliche Schloss und die Pfarrkirche gruppieren. Von einer älteren Burg des Mittelalters weiter im Westen haben sich keine Überreste mehr erhalten. Schernau wuchs bereits im 18. und 19. Jahrhundert über dieses Zentrum hinaus nach Nordosten entlang des Schernauer Baches weiter. Hier entstanden die heutigen Straßen um den Berglesweg mit dem Friedhof, der 1802 aus dem Kirchhof verlegt wurde.
Im 20. Jahrhundert umgab man den historischen Altort mit nur kleineren Neubaugebieten, die zumeist aus Ein- bzw. Mehrfamilienhäusern bestehen. Im Zuge dieser Erweiterungen wuchs die bebaute Fläche insbesondere in Richtung Westen (westlicher Teil der Schloßstraße) und Osten (Am Taubenberg, ab 1990). Im Osten legte man auch den örtlichen Sportplatz an. Die Dorfmühle, die mit Wasser des Schernauer Baches betrieben wurde, entstand in einigem Abstand zum Altort in östlicher Richtung. Dem 20. Jahrhundert entstammen die beiden Aussiedlerhöfe, die im Süden des Altortes errichtet wurden.
Im Urkataster des Königreichs Bayern vom Beginn des 19. Jahrhunderts weist Schernau als eines der wenigen kleinen Dörfer benannte Straßennamen auf. So tauchen hier die spätere Scherenbachstraße (Bach-Gasse), der Brücklesweg (Brückles-Gasse), und die Schloßstraße (Schloss-Gasse und Schneiderbach) auf.
Die jahrtausendealte Inanspruchnahme der Landschaft durch den Menschen und die intensive landwirtschaftliche Nutzung ist der Grund, warum sich um Schernau nur wenige Flächen erhalten haben, die von den Naturschutzbehörden unter Schutz gestellt werden. Einige Biotope wurden markiert. Hier sind vor allem die Streuobstbestände zwischen Euerfeld und Schernau sowie mehrere langgestreckte Hecken zu nennen. Der gesamte Nordosten der Gemarkung wird außerdem als Vogelschutzgebiet kartiert. Das Schutzgebiet Ochsenfurter und Uffenheimer Gau und Gäulandschaft nordöstlich Würzburg ragt herein.

## Geschichte

### Vor- und Frühgeschichte
Die Gemarkung Schernau gehört zu den am längsten durchgängig besiedelten Punkten innerhalb des Dettelbacher Gemeindegebiets. Dies belegten Grabungen, die ab 1971 in den Fluren rund um das Dorf vorgenommen wurden. Bereits in der Jungsteinzeit wurde das Areal regelmäßig von durchziehenden Jäger- und Sammlergruppen angelaufen. Zuvor war eine mittelneolithische Siedlung der Gruppe Bischheim im Westen des Ortes ausgemacht worden. Die Menschen dieser Epoche (ca. 4400–4200 v. Chr.) nutzten bereits Kupfer und verarbeiteten es zu Objekten wie Meißel oder Ringen. Um Schernau grub man ein Fruchtbarkeitsidol aus.
In der Bronzezeit verlagerten sich die Siedlungsschwerpunkte. Nun wurde vor allem ein Gebiet im Osten des heutigen Altortes dauerhaft besiedelt. Am Fuße des 275 Meter hohen Geiersberges lebten die Menschen noch in der Urnenfelderzeit. Zugehörig ist wohl ein Begräbnisplatz weiter nördlich der besiedelten Fläche. Zusätzlich wurde auch eine Siedlungsfläche im Nordwesten des Dorfkerns ausgegraben. Die Siedlungskontinuität soll hier sogar bis ins Mittelalter gereicht haben.
Existieren für die frühe Eisenzeit noch keine genauen Kenntnisse über die Zusammensetzung der Bevölkerung, können die Menschen der Latènezeit ab 450 vor Christus eindeutig als Kelten identifiziert werden. Im Zuge der Völkerwanderung überlagerten sich die Bevölkerungsanteile durch durchziehende Thüringer und Alamannen. Schließlich erreichten die Franken das Gebiet um Dettelbach und etablierten erstmals echte Verwaltungsstrukturen. So entstanden zwei Königshöfe in Prosselsheim und auf der Vogelsburg. In dieser Zeit entstand wohl auch das heutige Dorf, das auf das 8. nachchristliche Jahrhundert zurückgeht.

### Mittelalter
Erstmals erwähnt wurde das Dorf allerdings erst im Jahr 1205. In einer Urkunde taucht die Bezeichnung „Schernowe“ auf. Der Ort war einem herrschaftlichen Ansitz zugeordnet, der in der Frühzeit von den Grafen zu Castell beziehungsweise ihnen abhängigen Geschlechtern kontrolliert wurde. Allerdings verloren die Grafen im Laufe des Hochmittelalters die Gewalt über die Menschen des Dorfes. Stattdessen gelangte Schernau an die Würzburger Fürstbischöfe, die es wiederum an verdiente Ministerialen zu Lehen vergaben.
Der heutige Burgstall Schernau war 1321 in Händen des Hans von Vestenberg, der als Landrichter der Burggrafen von Nürnberg und Stifter in Erscheinung trat. Er begründete die nach dem Ort benannte Linie Vestenberg zu Schernau und Fürstenforst. Später gelangte die Burganlage und die Untertanen an den gleichnamigen Sohn, der als Landrichter von Hagenau tätig war. Die Vestenberg blieben im Besitz des würzburgischen Lehens über Schernau, vergaben aber nun vermehrt Afterlehen bzw. verpfändeten ihren Besitz.
Durch diese Praxis gelangten in wenigen Jahren ganz unterschiedliche Herren an den Ort. 1385 ist Eberhard von Seinsheim im Besitz Schernaus, um 1400 kann Kunz von Braun hier nachgewiesen werden. Um 1490 nannte sich Moritz von Thüngen nach seinen Wohnorten sogar „von Reusenberg, Mainsondheim und Schernau“. Dazu kamen einzelne Untertanen, die dem Würzburger Stift Haug oder den Jesuiten zugeordnet waren. Während die adeligen Verleihungen auch in den folgenden Jahrzehnten oftmals wechselten, stieg der Ort im 14. Jahrhundert zum Sitz eines eigenen Pfarrers auf.
Am 25. Oktober 1315 stiftete die Äbtissin Richiza (zu Castell, bzw. zu Hohenlohe-Brauneck) des Benediktinerinnenklosters in Kitzingen mit Genehmigung des Würzburger Domdechanten Goldstein von Ruedern die Pfarrei Schernau. Grund war die lange Anreise zum bisherigen Pfarrsitz in Kitzingen. Eine Kapelle im Ort wurde zur Pfarrkirche ausgebaut. Zunächst war Schernau Euerfeld als Filiale zugeordnet. Im 15. Jahrhundert stieg der Nachbarort aber ebenfalls zur Pfarrei auf.

### Frühe Neuzeit

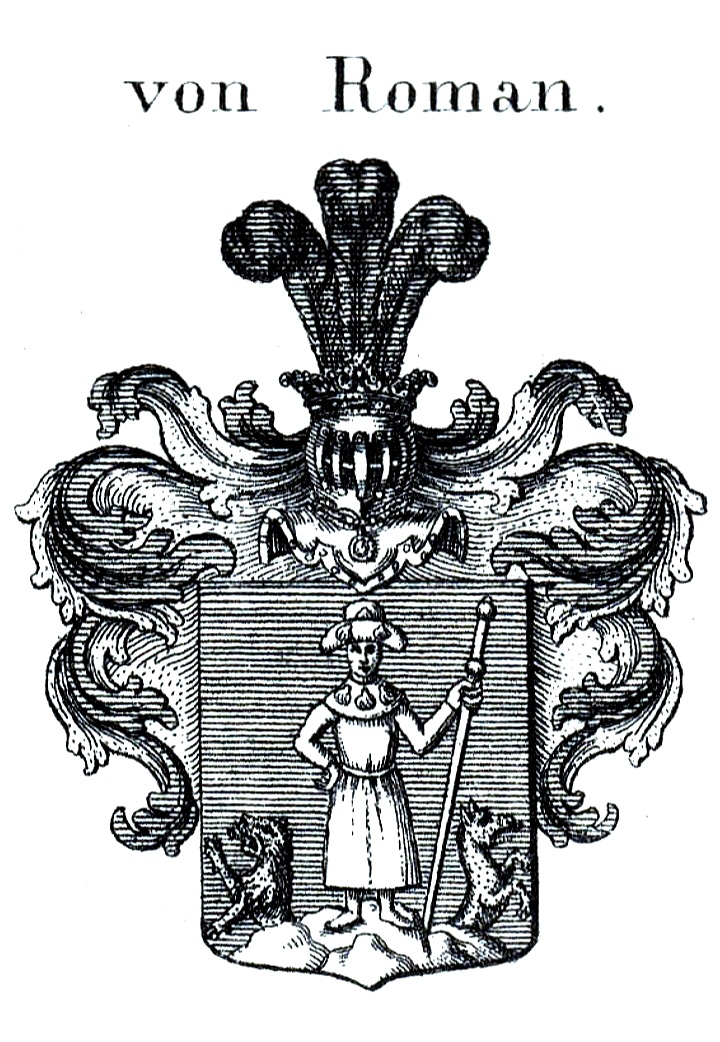
Das Wappen der Familie von Roman

Im Jahr 1495 kam es zu einer großen Veränderung innerhalb der Herrschaftsstruktur des Ortes, die auch die folgenden Jahrhunderte prägte. Ritter Veit von Vestenberg übergab die Hälfte seines Schernauer Besitzes an die Markgrafen von Brandenburg-Ansbach und erhielt es als Lehen aus deren Händen wieder zurück. Die Markgrafen versuchten bereits in den Jahrhunderten zuvor ihren Einflussbereich vor Ort auszubauen. Erstmals werden sie als Burggrafen von Nürnberg im Jahr 1376 in Schernau erwähnt.
In den folgenden Jahrhunderten blieb die Dorfherrschaft unter den Markgrafen und dem Würzburger Bischof bzw. den jeweiligen Lehensnehmern von deren Gütern geteilt. Dies führte zu einer Vielzahl an Problemen und schlug sich auch in der Organisation des dörflichen Zusammenlebens nieder, wo beide Herren einen Schultheiß einsetzten. Im Jahr 1564 starb die Schernauer Linie der Vestenberg aus und die Markgrafen setzten die Ritter von Stein zu Altenstein als ihre Nachfolger ein. Verschärft wurde die Situation noch durch die konfessionellen Konflikte, die ab der zweiten Hälfte des 16. Jahrhunderts ausbrachen.
Die Markgrafen von Brandenburg-Ansbach hatten seit den 1520er Jahren die Ausbreitung des Luthertums in ihrem Einflussbereich immer wieder forciert. Obwohl in Schernau der Würzburger Fürstbischof das Patronatsrecht über die Pfarrer innehatte, gelang es ihnen 1576 sich dieses Rechts zu bemächtigen. Trotz des Protests aus Würzburg blieb der evangelische Pfarrer in Schernau und überzeugte die Bevölkerung nun ebenfalls den neuen Glauben anzunehmen. Bis 1624 war jedes Haus im Ort protestantisch geworden.
Diese Situation brachte neue Probleme, weil Schernau eine Station der (katholischen) Wallfahrer auf ihrem Weg zur Muttergottes von Dettelbach war. 1624 kam es zu einer Schlägerei zwischen den Schernauern und 400 Wallfahrern aus Eßleben und Mühlhausen. Die Dorfbevölkerung wollte die Durchziehenden zunächst hindern ihr Ziel zu erreichen, daraufhin kam es zu großen Zerstörungen durch die Wallfahrer. Der Schernauer Wächter Hans Schöderlein wurde schwer verwundet.
Erst 1650 gelang es durch den Nürnberger Schiedsspruch Schernau zu einer Gnaden- oder Zankpfarrei zu verwandeln. Der Priester blieb lutherisch, wurde aber nun von Würzburg aus eingesetzt. Gleichzeitig wurde die Kirche zu einer Simultankirche gemacht, die für beide Konfessionen geöffnet war. Die Pfarrei wurde mit der von Neuses am Berg zusammengelegt. Das Pfarrhaus bestand im Nachbarort. Die Schernauer versuchten aber immer wieder einen eigenen Pfarrer einzusetzen.
Inzwischen waren auch die Eigentumsverhältnisse des Rittergutes komplizierter geworden. Der Fürstbischof hatte seinen Teil des Hofgutes an die Herren von Grumbach verliehen. Georg Conrad von Grumbach verlieh es allerdings an Alexander und Veit von Stein weiter, die einen schwungvollen Handel mit den nur verpfändeten Gütern betrieben. Zeitweise hatten die Herren von Weitershausen und die Künßberg Anteil am Schernauer Rittergut. Als die Herren von Grumbach ihren Teil des Pfandes einziehen wollten, kam es zu einem Prozess, der sich über mehrere Jahrhunderte hinzog.
Mit dem Aussterben der Linie Schernau der Stein zu Altenstein fiel das markgräfliche Lehen 1683 wieder an seine Besitzer zurück. Als das Gerichtsverfahren vor dem Reichshofrat 1756 schließlich endete, waren die Herren von Weitershausen in den Besitz der einen Hälfte von Schernau gelangt. Allerdings war das Geschlecht im Mannesstamm inzwischen erloschen. Als letzte erbberechtigte Tochter gelangte Juliana Sofia von Brüggen an den Besitz. Sie war mit dem Generalleutnant Philipp Joachim von Roman verheiratet, dem im Jahr 1776 das Erbe zufiel.

### Neuzeit
Mit dem Jahr 1792 gelangte der markgräfliche Anteil an die Hohenzollern und ein Teil von Schernau wurde preußisch. Diese Aufteilung hielt allerdings nur noch wenige Jahre. Ausgelöst durch die napoleonischen Eroberungen wurden die preußischen Besitzungen in Franken dem Fürstentum Kurpfalzbayern zugeschlagen. Schließlich löste man 1803 sogar das Hochstift Würzburg auf, das jahrhundertelang das Leben der Menschen geprägt hatte. Schernau wurde Teil des kurpfalzbayerischen Landgerichts Dettelbach. Nach einer Zwischenzeit im Großherzogtum Würzburg gelangte der Ort 1814 endgültig an Bayern und die Bewohner verloren ihren Untertanenstatus.
Im Jahr 1820 gewährte der bayerische König den Herren von Roman, die ihre herrschaftlichen Rechte im Zuge der Mediatisierung verloren hatten, die Einrichtung eines eigenen Herrschaftsgerichts. Es entstand am 3. September 1820 offiziell und war als erste Instanz für die Niedergerichtsbarkeit zuständig. Damit gelang es den ehemals herrschenden Geschlechtern noch einen letzten Rest ihres Einfluss zu bewahren. Das Herrschaftsgericht wurde am 30. Juni 1835 mit den Gerichten der Herren von Bechtolsheim in Mainsondheim und der von Ingelheim in Schwarzenau zusammengelegt. Bis zu seiner endgültigen Auflösung 1848 bestand das Gericht nun in Mainsondheim.
Das 19. Jahrhundert veränderte nicht nur die administrative Zugehörigkeit des Ortes. Auch die wirtschaftlichen Grundlagen waren starken Veränderungen ausgesetzt. Hatte bisher der Weinbau eine große Rolle für die Bevölkerung gespielt, wurde nach dem Aufkommen der Reblaus und dem Preisverfall des Weines nun vermehrt auf die Viehzucht gesetzt. Im Jahr 1901 wurde Schernau an das Telefonnetz angeschlossen, bereits 1897 hatte man im Dorf eine Posthilfstelle eingerichtet.
Schernau war eine der ersten Gemeinden Unterfrankens, in der ab 1906 die Flurbereinigung anlief. Damit veränderte sich das Bild der Gemarkung nachhaltig. Die kleinteiligen Flurflächen machten nun den heutigen, einheitlichen Großflächen Platz. Elektrischer Strom wurde 1912 nach Schernau verlegt. Die Wasserversorgung blieb noch jahrzehntelang in den Händen der Dorfgemeinschaft. 1931 wurde eine zentrale Wasserversorgung am sogenannten Mutzenbrünnlein eingerichtet. Erst 1988 wurde Schernau an die zentrale Wasserversorgung Franken angeschlossen.
Das Dorf erlebte in den 1920er und 1930er Jahren eine rege Bautätigkeit. Hiervon zeugen die vielen Ein- und Zweifamilienhäuser um den Ortskern. Im Ersten Weltkrieg starben 17 Männer aus Schernau. Mit 20 Toten waren im Zweiten Weltkrieg noch mehr Bewohner des Dorfes zu beklagen. Im Jahr 1945 wurden beim weitgehend friedlichen Einmarsch der Amerikaner drei Scheunen in Brand geschossen. Nach dem Krieg wuchs die Bevölkerung des Dorfes durch Ausgebombte und Flüchtlinge stark an. Am 1. Januar 1976 wurde Schernau in die Stadt Dettelbach eingemeindet und verlor seine jahrhundertealte Unabhängigkeit.

### Ortsname
Der Ortsname von Schernau geht auf die natürlichen Verhältnisse in der Umgebung zurück. Wahrscheinlich leitet er sich vom durch den Ort fließenden Bach „Scherenbach“ ab, der bereits in fränkischer Zeit benannt wurde. Eventuell entstammt er auch dem Althochdeutschen „scora“, was umgegrabenes Ackerland bedeutete. Daneben könnte der Name auch auf die „Schur“, dem Mähen des Rasens abgeleitet worden sein.
Die Orte der Umgebung belegen die Schernauer mit Necknamen. So werden sie in Rüdenhausen Brockenfresser bzw. Mainfränkisch Brocka'frassər gerufen. Der Name bezieht sich auf die steinige Feldflur in der Gemarkung des Ortes.

### Verwaltung und Gerichte
| Die folgenden Verwaltungseinheiten waren der Gemeinde Schernau übergeordnet. - bis 1803: Amt Dettelbach im Hochstift Würzburg/Oberamt Uffenheim in der Markgrafschaft Brandenburg-Ansbach - bis 1862: Landgericht älterer Ordnung Dettelbach im Untermainkreis, ab 1837 Unterfranken - bis 1872: Bezirksamt Volkach in Unterfranken - bis 1972: Bezirksamt Kitzingen, ab 1939 Landkreis Kitzingen in Unterfranken - ab 1972: Ortsteil der Stadt Dettelbach, Landkreis Kitzingen, Unterfranken | Gerichtlich unterstand Schernau folgenden Instanzen. - bis 1803: Zentgericht Kitzingen im Hochstift Würzburg (Schloss Zentgericht Prosselsheim) - bis 1862: Landgericht älterer Ordnung Dettelbach - bis 1879: Landgericht Dettelbach im Landgerichtsbezirk Würzburg - bis 1943: Amtsgericht Dettelbach im Landgerichtsbezirk Würzburg - ab 1943: Amtsgericht Kitzingen im Landgerichtsbezirk Würzburg |

### Wappen
| | Blasonierung: „In Schwarz unter einem schwebenden silbernen Ölkessel mit drei Beinen eine liegende silberne Wollschere.“ |
| Wappenbegründung: Bereits seit 1574 existierte ein Schernauer Dorfsiegel. Hier war im Kessel ein sitzender Heiliger abgebildet, bei dem es sich wohl um den damaligen Kirchenpatron Veit handelte. Das Wappen erhielt nur das Attribut, den Kessel. Die Schere verweist auf den Ortsnamen. Die Tingierung ist ein Hinweis auf die Beziehungen zwischen Schernau und den Markgrafen von Brandenburg-Ansbach. | |

## Politik

### Vom Bürgermeister zum Ortssprecher
Die Gemeindeverfassung war jahrhundertelang von der Aufteilung der Dorfherrschaft zwischen Ansbach und Würzburg geprägt. Der Bürgerschaft standen zwei Bürgermeister vor, einer wurde von den würzburgischen Rittern bestimmt, ein anderer von den Ansbachern. Die eigentliche Weisungsbefugnis hatten die beiden Schultheißen, wobei der Ansbacher Schultheiß den Vorsitz innehatte. Die Aufteilung führte zu einem komplizierten Wahl- und Ernennungssystem, das die Entwicklung des Dorfes lange Zeit behinderte.
Mit dem Übergang an Bayern vereinheitlichte sich die Verwaltung. Ab 1848 stand der Gemeinde ein Vorsteher vor, später wandelte sich die Bezeichnung zum Bürgermeister. Das Rathaus war bis 1912 an einer unbekannten Stelle im Ort zu finden. Es wurde 1594 erstmals erwähnt und wurde 1777 umgebaut. Im Jahr 1912 begannen die Bauarbeiten für einen Neubau am heutigen Brücklesweg 2 im Ortskern. Das Gebäude wurde 1913 fertiggestellt. Bis zur Auflösung der Gemeinde stellte häufig die Familie Pfeuffer den Bürgermeister von Schernau.
| Adolf Pfeuffer    | –nach 1945 | * 16. April 1875 in Schernau, Ökonomierat, Mitglied des bayerischen Landtags zweite Amtszeit, von den Amerikanern eingesetzt; † 8. April 1956 in Schernau |
| Georg Sammetinger |            | |
| Michael Hofmann   |            | |
| Rudolf von Roman  |            | * 19. November 1893 in Bayreuth, General der Wehrmacht; † 18. Februar 1970 in Schernau                                                                    |
| Theo Pfeuffer     |            | * 26. Juni 1909 in Würzburg, Landwirt, Mitglied des bayerischen Landtags; † 9. März 1987                                                                  |
| Karl Geiling      | –1976      | |

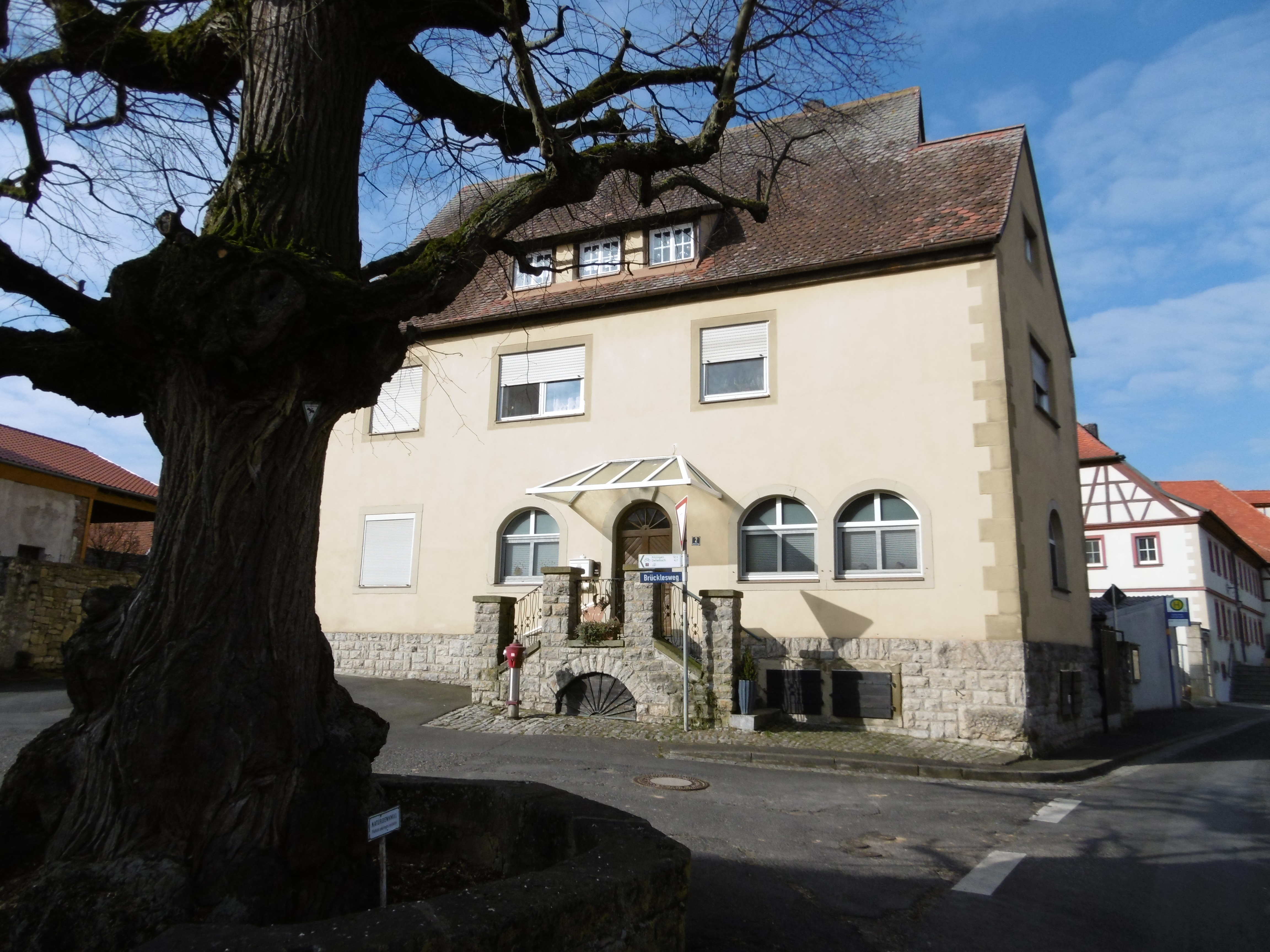
Ehemaliges Rathaus in Schernau

Nach dem Ende der gemeindlichen Selbstständigkeit wurde der Schernauer Bürgermeister Geiling Stadtrat im vergrößerten Rat der Stadt Dettelbach. Wird kein Einwohner des Ortes in den Stadtrat gewählt, wird vom Stadtteil ein Ortssprecher entsandt, der die Interessen des Dorfes vertritt. In der Wahlperiode 2014 bis 2020 hatte Siegfried Voltz diese Funktion inne.

### Einwohnerentwicklung
Schernau war in Mittelalter und Früher Neuzeit eines der mittelgroßen Dörfer entlang des Maindreiecks. Nachdem die Einwohner in den Jahrhunderten zuvor immer nur nach Haushaltsvorständen erfasst wurden, setzte sich in der ersten Hälfte des 19. Jahrhunderts die Pro-Kopf-Zählung durch. Im Jahr 1840 lebten um 350 Personen in Schernau. Die Bevölkerung wuchs in den folgenden Jahrzehnten nur leicht und die Einwohnerzahlen waren der natürlichen Geburtenschwankung ausgesetzt.
Ein auffälliger Höchststand wurde im Jahr 1880 mit über 430 Personen vor Ort erreicht. Die Zahl pendelte sich in den folgenden Jahrzehnten jedoch wieder bei etwas über 350 ein. Nach dem Zweiten Weltkrieg erreichten viele Geflüchtete aus den ehemals deutschen Gebieten im Osten Schernau. 1946 waren viele Höfe des Ortes mit Vertriebenenfamilien belegt, weswegen über 630 Personen gezählt wurden. Trotz des Baus neuer Wohngebiete in den folgenden Jahrzehnten sank die Einwohnerzahl stetig. Heute leben (wieder) um 350 Personen vor Ort.
| Jahr | Einwohner | Jahr | Einwohner | Jahr | Einwohner |
| ---- | --------- | ---- | --------- | ---- | --------- |
| 1732 | ca. 170   | 1900 | 339       | 1946 | 632       |
| 1840 | 347       | 1925 | 365       | 1961 | 409       |
| 1861 | 339       | 1933 | 365       | 1987 | 341       |
| 1871 | 354       | 1939 | 363       | 2005 | 351       |

## Kultur und Sehenswürdigkeiten

### Baudenkmäler

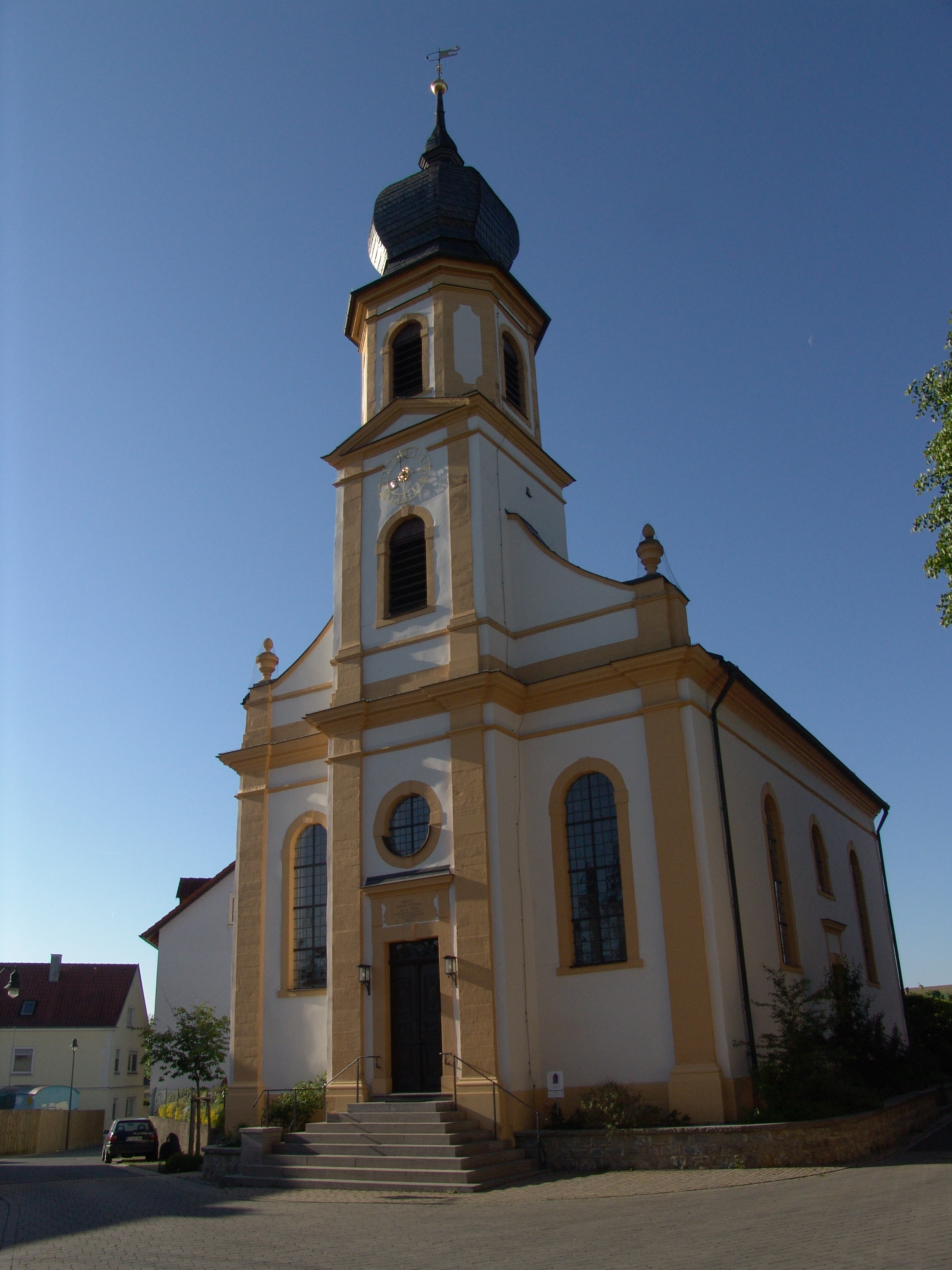
Simultankirche St. Andreas

#### Andreaskirche
Bereits im 14. Jahrhundert wurde Schernau zur Pfarrei erhoben. Es ist wahrscheinlich, dass aus diesem Anlass ein neues Kirchengebäude im Ort errichtet wurde. Eine Kirche ist aus dem 16. Jahrhundert überliefert. Sie stand an derselben Stelle wie das heutige Gotteshaus, war allerdings anders ausgerichtet. Im Laufe der Glaubenskriege wurde in das Gotteshaus jedoch nichts mehr investiert, sodass die Kirche um 1650 stark renovierungsbedürftig war. Erst 1802 gelang es der Gemeinde ein neues Gebäude zu errichten, wobei vor allem von evangelischer Seite Gelder gesammelt wurden. Die Kirche ist seit 1650 als Simultangotteshaus für beide Konfessionen geöffnet.
Die Kirche wurde 1802/1803 im Stile des Klassizismus errichtet. Sie ist nicht geostet, sondern wurde nach Süden ausgerichtet. Es ist eine Saalkirche mit einem Fassadenturm auf der Nordseite. Das Kirchenschiff trägt ein Satteldach, der südlich gelegene Chor läuft in einem Walmdach aus. Die Kirche erinnert in ihrem Erscheinungsbild an die Johanneskirche in Castell, die 1792 fertiggestellt wurde.
Die Ausstattung der Simultankirche wird von lutherischen Stilelementen dominiert. Der Altar stammt aus dem im Zuge der Säkularisation aufgelösten Kloster Heidenfeld und gelangte 1805 nach Schernau. Historisch bedeutsam ist der Grafenstand der Barone von Roman, der noch heute von der Familie genutzt wird. Im 20. Jahrhundert erhielt das Gotteshaus eine Orgel des Meisters Johannes Strebel aus Nürnberg, die 1999 und 2003 bis 2005 renoviert und überholt werden musste. Ältestes Stück der Ausstattung ist der Taufstein von 1709.

#### Schloss
Die Bezeichnung „Schloss“ trägt heute ein Gebäude in der Schloßstraße, das in der Vergangenheit lediglich als Sitz des Gutsverwalters bezeichnet wurde. In Mittelalter und Früher Neuzeit bestand der eigentliche Adelssitz weiter östlich der heutigen Anlage, erst ausgehenden 17. Jahrhundert verlegte man den Sitz des Dorfherren ins Zentrum des Ortes. Das heutige Anwesen entstand 1739. Nach wechselnden Besitzern gelangte die an das Schloss gebundene Dorfherrschaft im Jahr 1756 an das aus Frankreich eingewanderte Geschlecht der Roman.
Das Schloss präsentiert sich als schlichter Rechteckbau des Barock. Er liegt direkt neben der Kirche St. Andreas und wird von einem kleinen Garten umgeben. Die Anlage weist zwei Geschosse auf und schließt mit einem Walmdach ab. An den Ecken des schlichten Baus wurden Steinquader angebracht. Die Fenster weisen geohrte Rahmungen auf. Das Türprofil hat eine unterbrochene Giebelüberdachung und wird vom Wappen der Herren von Roman bekrönt.

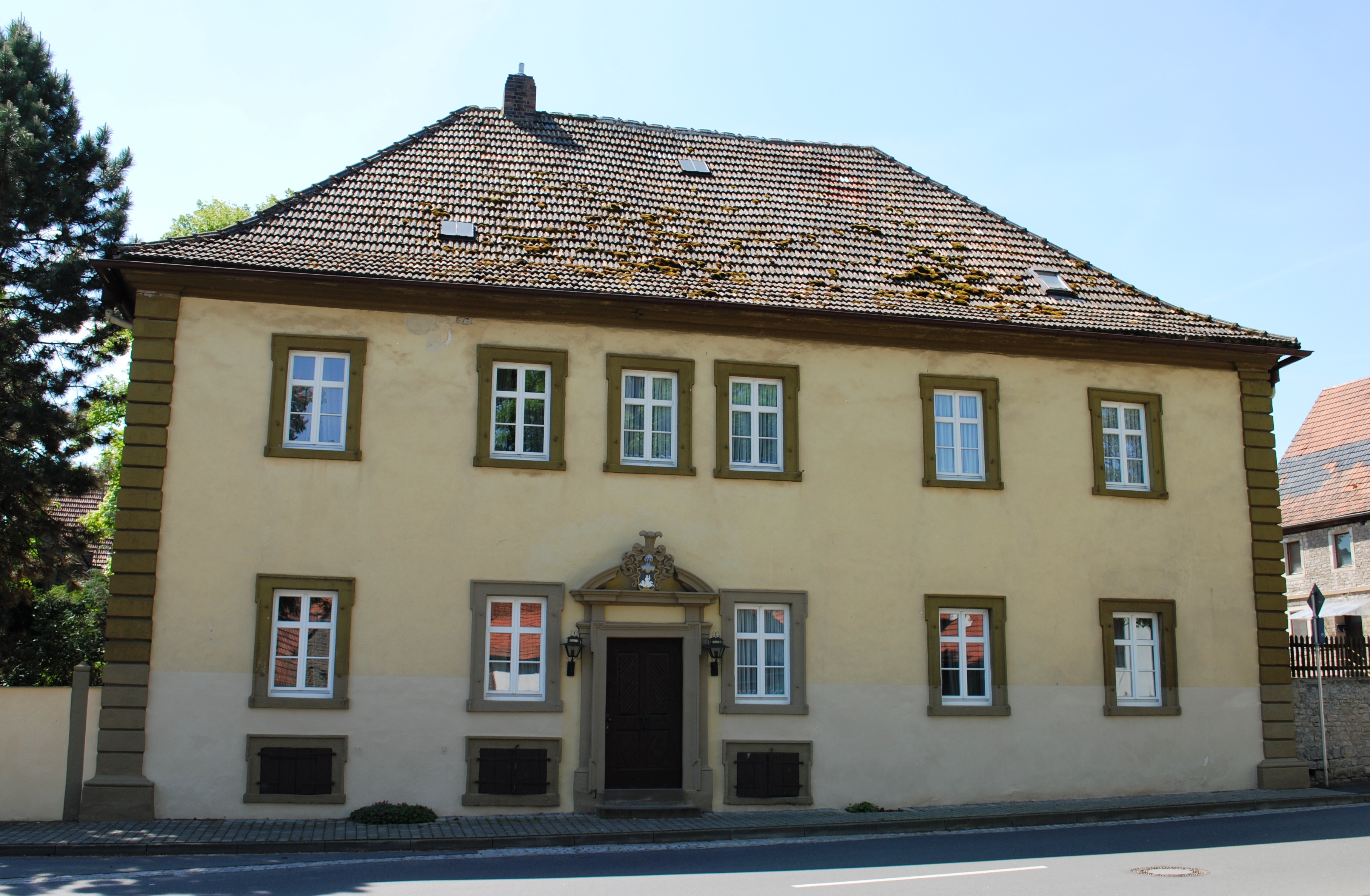
Schloss Schernau im Ortskern
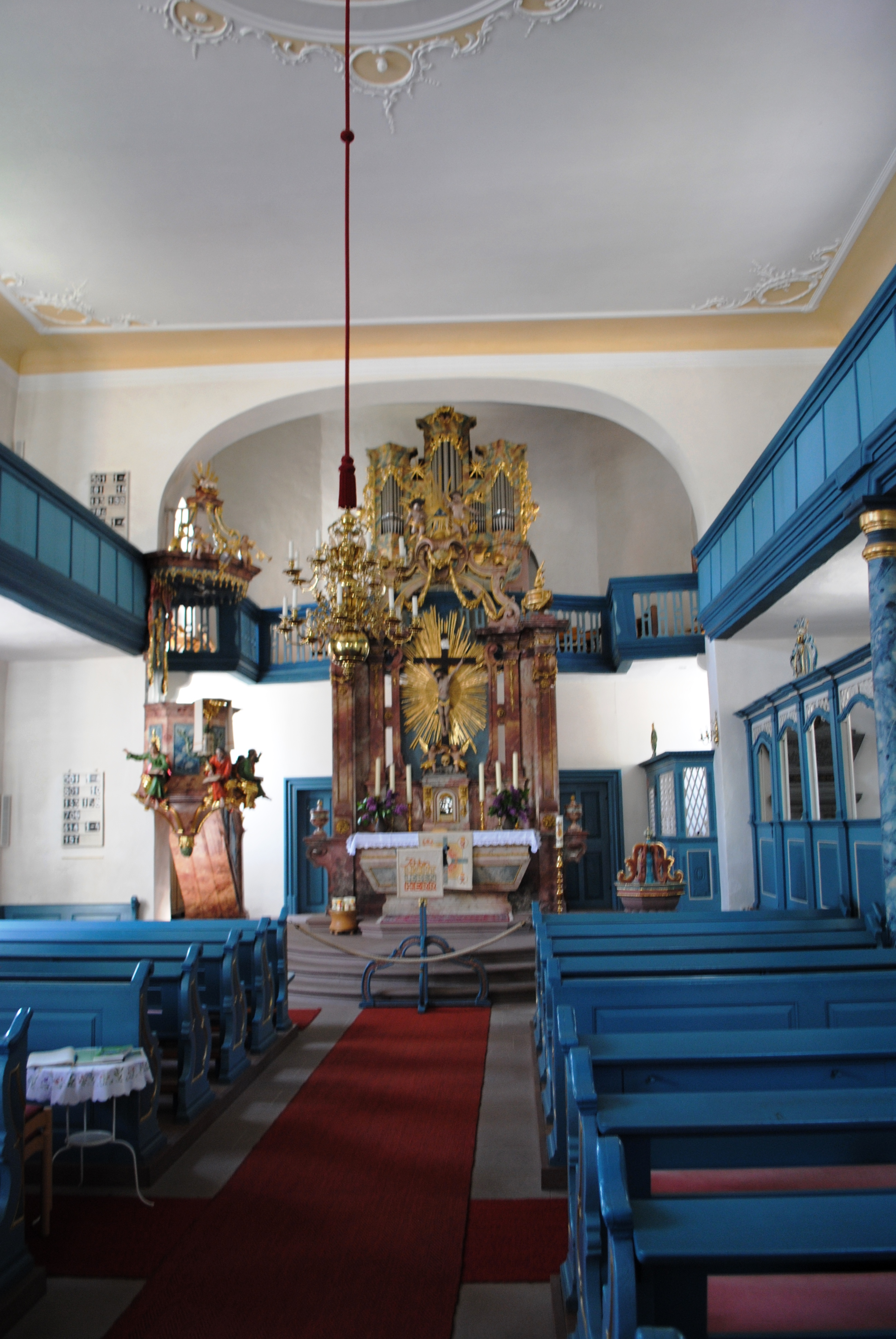
Inneres der Andreaskirche
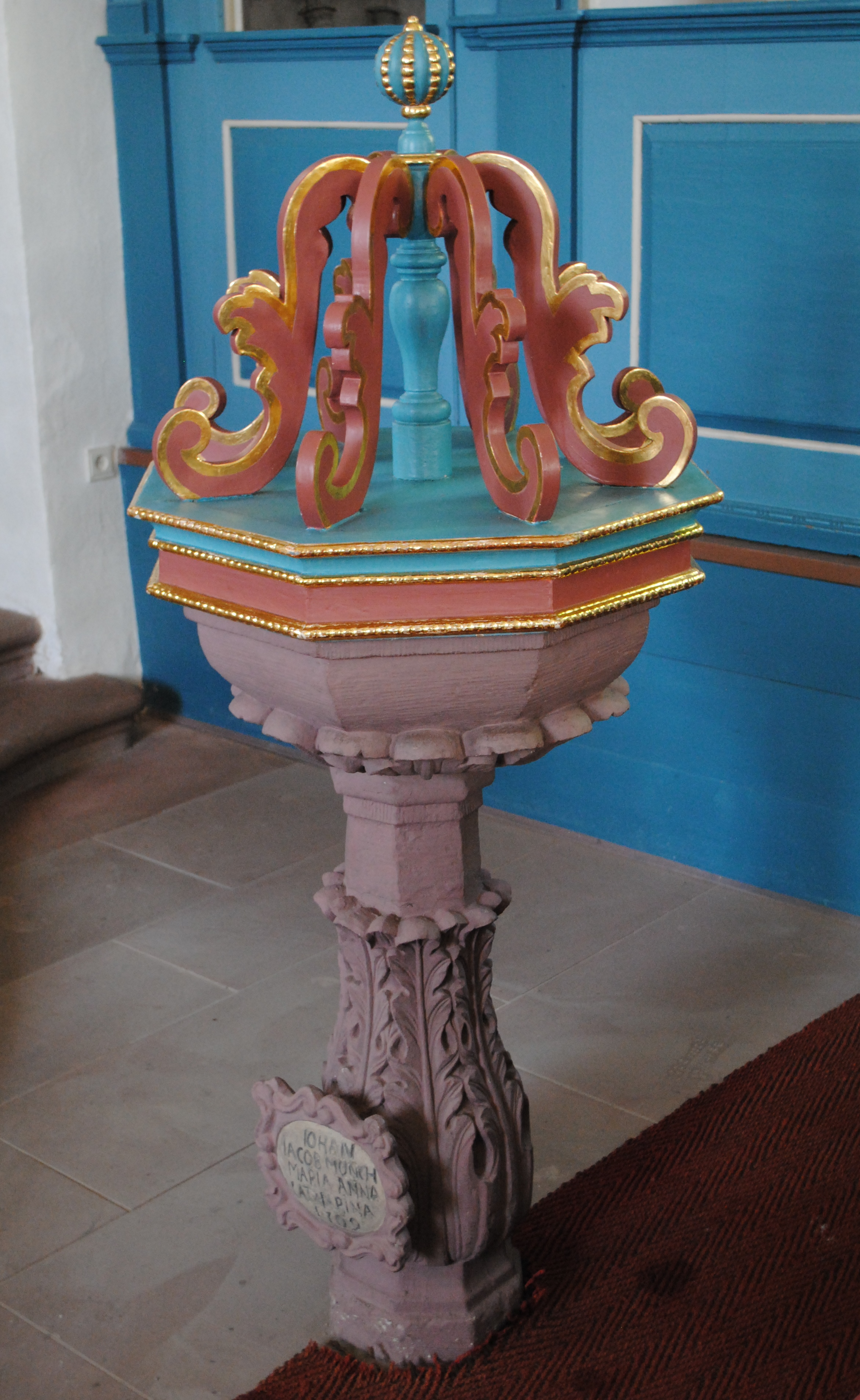
Taufstein in der Kirche

### Burgstall Schernau
Vorgängerbau der heutigen Schlossanlage war die mittelalterliche Burg Schernau, die von verschiedenen Adelsgeschlechtern bewohnt wurde und im Osten des heutigen Dorfes lag. Sie ging schließlich im ausgehenden 15. Jahrhundert als Lehen an den Markgrafen von Ansbach. Die Burg war eine Niederungsburg mit Wassergraben und Zugbrücke. Allerdings verlor die Anlage im Laufe des 17. Jahrhunderts ihre militärische Bedeutung. Die Burg verfiel und wurde nach dem Dreißigjährigen Krieg bereits als ruinös bezeichnet.
Daraufhin entstand das heutige Schloss am Standort des ehemaligen Rittergutes im Zentrum des Dorfes. Die obertägigen Überreste der Burg verschwanden in den kommenden Jahrhunderten vollständig. Heute erinnert nichts mehr an den ehemaligen Adelssitz, der eine Ringmauer und Türme besessen haben muss. Der Turmhügel wurde in den 1920er Jahren abgetragen, als man begann an der Stelle eine Siedlung zu errichten. Die Straße „Am Scheuergarten“ teilt das Areal der ehemaligen Burganlage heute in zwei Teile.

### Mühle

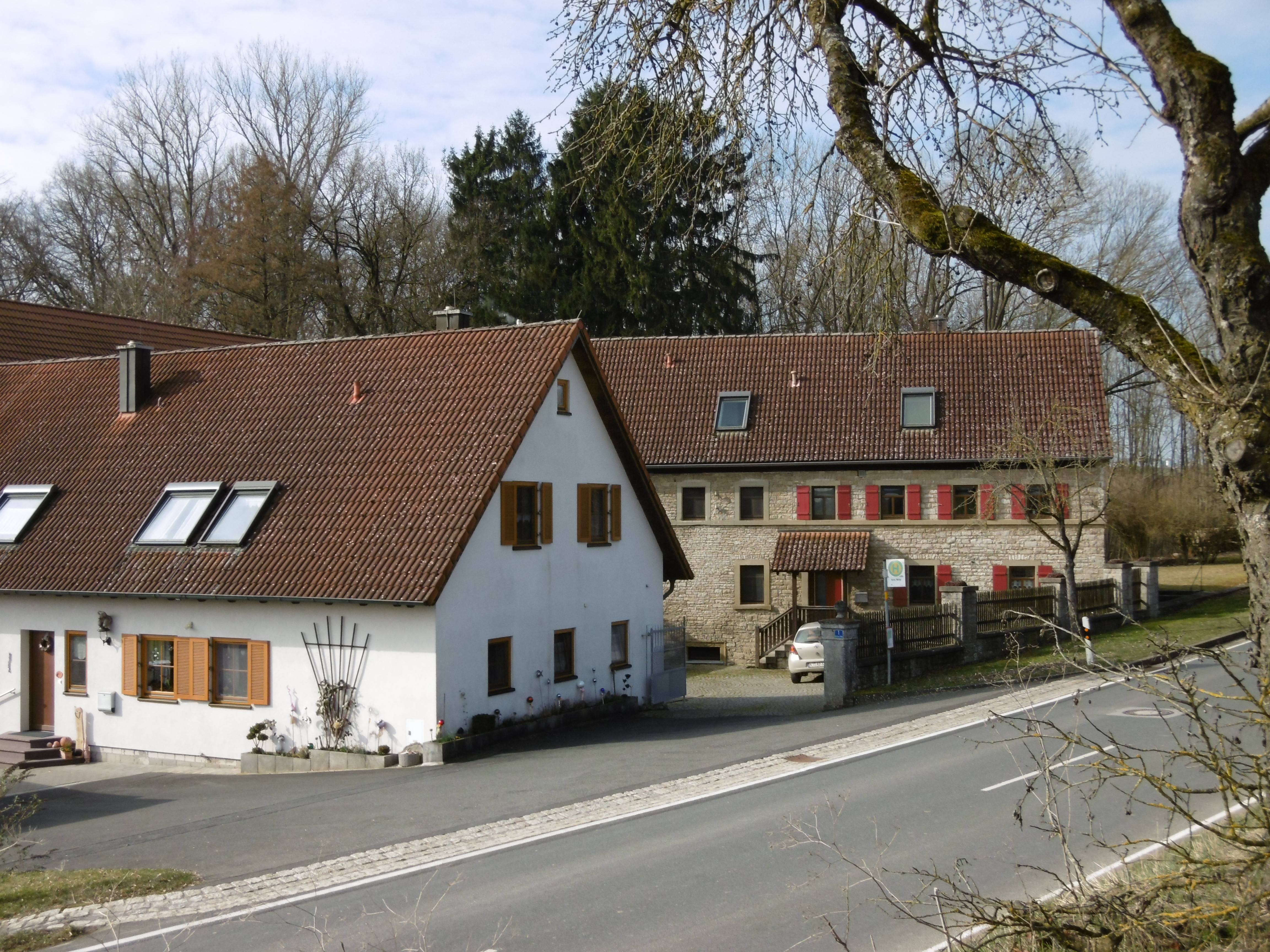
Schernauer Mühle

Die ehemalige Dorfmühle von Schernau (auch Hohe Mühle), Adresse Schernauer Mühle 1, früher Hausnummer 71, liegt am Schernauer Bach und war als Wassermühle bereits in der Frühneuzeit Teil der Grundversorgung der Bevölkerung mit Mehl. Sie lag an der Straße nach Brück und wurde von einem Mühlbach gespeist. Das heutige Gebäude entstand im Jahr 1898 und wurde von der Müllerswitwe Karoline Vollrath erbaut. Familie Vollrath betrieb im 19. Jahrhundert in mindestens zwei Generationen die Anlage. Bereits in den 1890er Jahren war der Betrieb vollständig auf die Herstellung von Schrot umgestellt worden, Mehl bezogen die Schernauer aus den Nachbarorten.
Im Jahr 1922 wurde der Mühlenbetrieb eingestellt, weil die Anlage nicht mehr wirtschaftlich genutzt werden konnte. Im gleichen Jahr stockten die damaligen Bewohner der Mühle das Haus auf. Eine Inschrift aus Sandstein gibt darauf Hinweis. Weitere Umbauten nahm man in den 1950er Jahren vor. Das Haus wird noch heute von einer hier entspringenden Quelle versorgt, eine Drei-Kammer-Kläranlage im Keller reinigt das Trinkwasser vor dem Verzehr. Im Jahr 1994 entstand neben der alten Mühle ein Neubau mit der Adresse Schernauer Mühle 1a.

### Dorflinde
In Schernau hat sich die älteste Dorflinde des Landkreises Kitzingen erhalten. Sie steht vor dem ehemaligen Rathaus im Brücklesweg. Die Linde bildete lange Zeit den Treffpunkt der Dorfgemeinschaft. Unklar ist, wie lange bereits ein Baum an derselben Stelle nachweisbar ist. Die Linde wurde mit einem Holzgestell umgeben, sodass die Nutzung als Tanzlinde in der Vergangenheit ebenfalls möglich war. Der Baum wird heute vor allem während der jährlichen Kirchweih als Versammlungsplatz genutzt. Unter der Linde wird die sogenannte Kirchweihpredigt verlesen.

### Sage
Ähnlich wie in vielen Orten der Umgebung erzählte man sich in Schernau eine Sage, die vom sogenannten Wilden Heer handelt, dass am Himmel erscheint. In Schernau wird die Sage jedoch auf den sogenannten Wilden Jäger bezogen. An einem Samstag wollte ein Bauer aus Schernau nach dem Abendläuten noch sein Korn schneiden. Er ließ sich auch durch die Warnungen seiner Frau nicht davon abbringen. In der Nähe von Neusetz schnitt er mehrere Stunden vor sich hin, bis es im Dorf Mitternacht schlug.
Von Neusetz kommend rückte auf einmal Lärm in seine Richtung. In der Luft heulte und tobte es. Der Mann hörte Peitschenknallen und Räder knarren, ohne die Quelle der Geräusche ausmachen zu können. Aus der Luft erschallten auch wilde Rufe. Erst jetzt erkannte der Mann den wilden Jäger. Der Mann lief erschrocken nach Hause und ließ alles Schnittgut auf dem Feld liegen. Er gelangte nach Hause und erkrankte in den nächsten Tagen schwer. Nie mehr verließ er daraufhin das Dorf nach dem Abendläuten.

## Wirtschaft und Infrastruktur

### Wirtschaft
Die Wirtschaft von Schernau war in den letzten Jahrzehnten großen Wandlungen ausgesetzt. Ursprünglich bestanden im Dorf ausschließlich landwirtschaftliche Betriebe, die im Haupt- bzw. Nebenerwerb geführt wurden. Allerdings wurden bereits 1981 keine Kühe mehr im Dorf gehalten, die Schweinezucht ist ebenfalls rückläufig. Stattdessen wird Schernau in größerem Maße zu einer Auspendlergemeinde, deren Einwohner ins nahe Würzburg zum Arbeiten fahren.
Historische Bedeutung hat für das Dorf der Weinbau, der noch 1895 mit 27 Hektar Fläche vertreten war. In den folgenden Jahren wurde, insbesondere durch den Landtagsabgeordneten Adolf Pfeuffer, die Umstellung auf die Viehwirtschaft forciert. So schloss sich Schernau 1901 dem Zuchtverband für Gelbes Frankenvieh an. Im Jahr 1910 wurde die bald auch überregional bekannte Schweinezuchtgenossenschaft im Ort gegründet. 1919 stieg die Dorfgemeinschaft auf die Haltung eines Regiebullen um.

### Verkehr
Schernau ist heute verkehrlich unbedeutend und war auch in der Vergangenheit kein zentraler Ort. Das Dorf ist heute lediglich über die Kreisstraße KT 7 zu erreichen, die von Euerfeld kommend in östlicher Richtung durch den Ort verläuft und schließlich nördlich von Brück in die Staatsstraße 2270 mündet. In Schernau wird die Kreisstraße als „Schloßstraße“ benannt. Historische Bedeutung hatte die Anbindung an den Amtssitz Prosselsheim, eine Straße verlief in nördlicher Richtung über Seligenstadt.
Im Ort bestehen zwei Bushaltestellen. Zum einen die zentrale Haltestelle Schloßstraße an der Kreisstraße inmitten des Dorfes, zum anderen die ebenfalls an der Kreisstraße gelegene Haltestelle Hohe Mühle, die den Linienverkehr für die in der Dorfmühle lebenden Bewohner garantiert. Beide Stationen werden regelmäßig von der Linie 8108 (Würzburg-Dettelbach-Nordheim am Main) der Omnibusverkehr Franken (OVF) angefahren.

### Bildung
| Name                           | Amtszeit  |
| Johann Heinrich Müller         | 1818–1863 |
| Georg Andreas Christian Müller | 1863–1890 |
| Heinrich Langer                | 1890–1917 |
| Otto Scheck                    | 1918–1927 |
| Johann Scheck                  | 1927–1959 |
| Sibylle Engel                  | 1960–1970 |

Im Ort besteht heute der evangelische Kindergarten „Sonnenschein“ für die frühkindliche Erziehung. Bereits 1936 war im Erdgeschoss des Schulhauses ein Kindergarten untergebracht. Später verlegte man die Betreuungseinrichtung in die sogenannte „Holzlege“ neben dem Schulhaus. Im Jahr 1957 gelang es der evangelischen Gemeinde in der heutigen Schloßgasse 13 ein eigenes Haus für den Kindergarten zu erwerben. Im Jahr 1980 wurde auf dem Grundstück ein Kindergartenneubau eingeweiht, das ältere Haus wird heute als Gemeindehaus genutzt.
Das Schulhaus wurde 1877 von der Straße Am Mutzenbrünnlein 4 in die Schloßstraße 15 direkt neben der Kirche verlegt. Die kleine Dorfschule war eine rein evangelische Konfessionsschule. Zunächst wurden die Kinder von lediglich einem Lehrer unterrichtet. Durch den Anstieg der Schülerzahlen durch die Vertriebenen des Zweiten Weltkriegs wurde ab 1945 kurzzeitig eine zweite Lehrerstelle geschaffen. Das Schulhaus wurde 1959/1960 renoviert. Im Schuljahr 1970 wurden die ein- bzw. zweiklassigen Dorfschulen in Bayern geschlossen und die Schüler auf die Verbandsschulen in Bibergau bzw. Dettelbach verteilt. Die Schule wurde zu einem Gasthaus umgewandelt.
Schernau gehört heute zum Sprengel der Rudolf-von-Scherenberg-Grundschule in Dettelbach. Ebenso wurde der Ort dem Mittelschulsprengel Dettelbach als Teil des Schulverbandes Dettelbach-Volkach zugeordnet, die Schüler werden derzeit in Volkach unterrichtet. Weiterführende Bildung wird von der Staatlichen Realschule Dettelbach geleistet. Gymnasien sind in Volkach-Gaibach (Franken-Landschulheim Schloss Gaibach), Schwarzach (Egbert-Gymnasium Münsterschwarzach) und Kitzingen (Armin-Knab-Gymnasium) zu finden.

### Vereine und Verbände
Aufgrund der geringen Größe des Dorfes existieren heute nur noch zwei Vereine in Schernau. Ältester Zusammenschluss ist die Freiwillige Feuerwehr (FF), die heute von einem Feuerwehrverein getragen wird. Die Freiwillige Feuerwehr entstand im Jahr 1874. Zunächst waren die Geräte im Rathaus untergebracht, später lagerte man sie im Haus Kirchhofsberg 4. Das Feuerwehrhaus befindet sich seit dem Neubau 1974/1975 in der Matzengasse 7 im Ortskern. Die FF Schernau besitzt ein Mittleres Löschfahrzeug (MLF). Amtierender Kommandant ist Frank Winterstein.
Der Sport Club Schernau mit einem Fokus auf den Fußball hat seine Unabhängigkeit seit dem Jahr 2009 verloren. In diesem Jahr schlossen sich die Vereine der Dettelbacher Gemeindeteile (1. FC Euerfeld, DJK Effeldorf, 1. FC Neuses am Berg, VfR Bibergau) mit dem SC Dettelbach zu einer Spielvereinigung zusammen. Diese Vereinigung firmiert unter dem Titel Dettelbach und Ortsteile 2009 (DuO'09).

## Persönlichkeiten

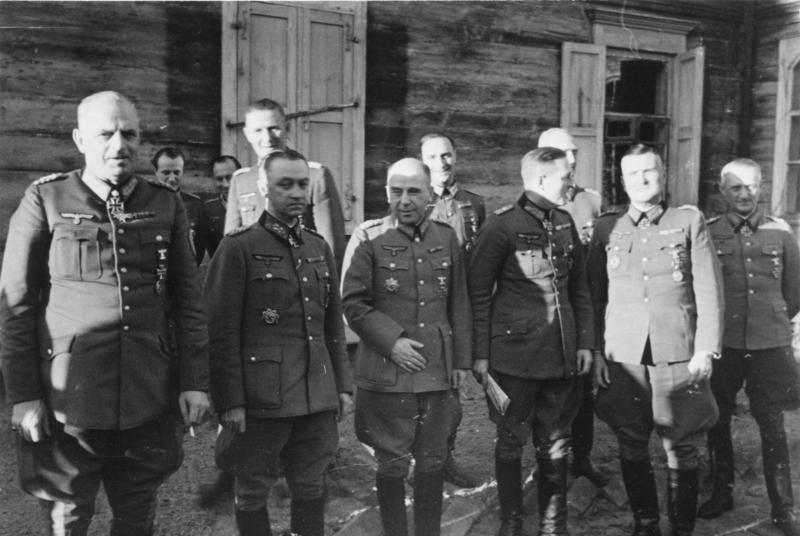
Ganz rechts Rudolf von Roman als General der Wehrmacht

Der Ort ist bis heute Stammsitz der aus Frankreich geflohenen Familie von Roman.
- Karl Reinhardt (1866–1941), Ingenieur und Vorsitzender des Vereins Deutscher Ingenieure (VDI), geboren in Schernau
- Adolf Valentin Kilian Pfeuffer (1875–1956), Bürgermeister, Landtagsabgeordneter und Mitglied der verfassungsgebenden Landesversammlung 1946, geboren in Schernau
- Christian Wolf (1880–1930), Lehrer, Wolf wirkte in Bayreuth, Erlangen und Nördlingen[28]
- Rudolf von Roman (1893–1970), General der Artillerie, starb in Schernau
- Theo Pfeuffer (1909–1987), Landwirt und Präsident des Bayerischen Bauernverbandes, wuchs in Schernau auf und war zeitweise Bürgermeister des Ortes